# Autodesk 3ds MAX
3ds Max (3D Studio MAX) —  тривимірний графічний редактор, повнофункціональний професійний застосунок, система для створення і редагування об'єктів та створення візуалізацій, розроблена компанією Autodesk. Містить найсучасніші засоби для архітекторів, дизайнерів, художників і фахівців в області мультимедіа. Працює в операційних системах Microsoft Windows і Windows NT (як в 32-бітових, так і в 64-бітових).
3ds Max використовують для візуалізації моделей будівель, комп’ютерних ігор, тривимірних анімаційних мультфільмів, рекламних роликів тощо. За допомогою цього редактора зроблено безліч анімованих моделей для кінофільмів.
Власником торгової марки 3ds Max є фірма Autodesk.

## Історія
Перша версія програми під назвою 3D Studio DOS була випущена в 1990 році. Розробкою займалася незалежна студія Yost Group програміста Гарі Йоста. Autodesk попервах займався тільки виданням програми. Є відомості, що Гарі Йост покинув попереднє місце роботи після переговорів з Еріком Лайонсом (Eric Lyons), який у той час був директором із нових проектів Autodesk. Перші чотири версії йменувалися 3D Studio DOS (1990—1994 роки). Потім програма була переписана заново під Windows NT і перейменована в 3D Studio MAX (1996—1999 роки). Нумерація версій почалася заново. У 2000—2004 роках редактор випускається під маркою Discreet 3dsmax, а з 2005 року — Autodesk 3ds Max.
| Версія                | Назва коду          | Рік  | Операційна система                               | Апаратна платформа |
| --------------------- | ------------------- | ---- | ------------------------------------------------ | ------------------ |
| 3D Studio Prototype   | THUD                | 1988 | MS-DOS                                           | 16-bit x86         |
| 3D Studio             | THUD                | 1990 | MS-DOS                                           | 16-bit x86         |
| 3D Studio 2           |                     | 1992 | MS-DOS                                           | 16-bit x86         |
| 3D Studio 3           |                     | 1993 | MS-DOS                                           | 16-bit x86         |
| 3D Studio 4           |                     | 1994 | MS-DOS                                           | 16-bit x86         |
| 3D Studio MAX 1.0     | Jaguar              | 1996 | Windows 95, Windows NT 3.51,Windows NT 4.0       | IA-32              |
| 3D Studio MAX R2      | Athena              | 1997 | Windows 95 and Windows NT 4.0                    | IA-32              |
| 3D Studio MAX R3      | Shiva               | 1999 | Windows 98 and Windows NT 4.0                    | IA-32              |
| Discreet 3dsmax 4     | Magma               | 2000 | Windows 98, Windows ME,Windows 2000[5]           | IA-32              |
| Discreet 3dsmax 5     | Luna                | 2002 | Windows 2000 and Windows XP                      | IA-32              |
| Discreet 3dsmax 6     | Granite             | 2003 | Windows 2000 and Windows XP                      | IA-32              |
| Discreet 3dsmax 7     | Catalyst            | 2004 | Windows 2000 and Windows XP                      | IA-32              |
| Autodesk 3ds Max 8    | Vesper              | 2005 | Windows 2000 and Windows XP                      | IA-32              |
| Autodesk 3ds Max 9    | Makalu              | 2006 | Windows 2000 and Windows XP                      | IA-32 andx64       |
| Autodesk 3ds Max 2008 | Gouda               | 2007 | Windows XP and Windows Vista                     | IA-32 andx64       |
| Autodesk 3ds Max 2009 | Johnson             | 2008 | Windows XP and Windows Vista                     | IA-32 andx64       |
| Autodesk 3ds Max 2010 | Renoir              | 2009 | Windows XP and Windows Vista                     | IA-32 andx64       |
| Autodesk 3ds Max 2011 | Zelda               | 2010 | Windows XP, Windows Vista andWindows 7           | IA-32 andx64       |
| Autodesk 3ds Max 2012 | Excalibur / Rampage | 2011 | Windows XP, Windows Vista andWindows 7           | IA-32 andx64       |
| Autodesk 3ds Max 2013 | SimCity             | 2012 | Windows XP and Windows 7                         | IA-32 andx64       |
| Autodesk 3ds Max 2014 | Tekken              | 2013 | Windows 7                                        | x64                |
| Autodesk 3ds Max 2015 | Elwood              | 2014 | Windows 7 and Windows 8                          | x64                |
| Autodesk 3ds Max 2016 | Phoenix             | 2015 | Windows 7, Windows 8 andWindows 8.1              | x64                |
| Autodesk 3ds Max 2017 |                     | 2016 | Windows 7, Windows 8, Windows 8.1 and Windows 10 | x64                |

## Моделювання
3ds Max має величезні засоби зі створення різноманітних за формою та складністю тривимірних моделей, а саме:

### Полігональне моделювання
Полігональне моделювання найкраще надається до створення 3-D дизайну, ніж будь-який інший метод моделювання, адже дуже зручно створювати специфічні моделі, коли можна редагувати кожен полігон окремо. Зазвичай починають моделювати з якоїсь стандартної фігури в бібліотеці 3ds Max, використовуючи інструменти такі як bevel і extrude, додають деталі і цим уточнюють модель.
Моделювання на основі стандартних об'єктів, як правило, є основним методом моделювання і є початковою точкою для створення об'єктів складної структури, що пов'язано з використанням примітивів у поєднанні один з одним як елементарних частин складових об'єктів.
Полігон - це плаский багатокутник, що являє собою компоненту у складі багатополігональної моделі.

### Інші методи
- Моделювання на основі неоднорідних раціональних B-сплайнів (NURBS);
- Моделювання на основі клаптів поверхонь Безьє (Editable patch) — годиться для моделювання тіл обертання;
- Моделювання з використанням вбудованих бібліотек стандартних параметричних об'єктів (примітивів) і модифікаторів.

Методи моделювання можуть поєднуватися один з одним.
Стандартний об'єкт «Чайник» входить до цього набору в силу історичних причин: він використовується для тестів матеріалів та освітлення в сцені, і, крім того, давно став своєрідним символом тривимірної графіки.

## Рендеринг
Візуалізація або рендеринг (англ. — visualization) є заключним етапом роботи над модельованою сценою.
У вікні перегляду (англ. — viewport) модель часто постає у спрощеному вигляді, що пов'язано з потребою оптимізації для уникнення перевантаження ПК. З цієї причини текстури та освітлення налаштовуються у режимах спрощеного перегляду.
Тому тільки після візуалізації можна оцінити усі властивості матеріалів та довкілля сцени. Власне для візуалізацій використовують модулі візуалізації, або графічний рушій (МВ\ГР), який за допомогою математичних алгоритмів створює фінальне зображення. При цьому, час розрахунку може забирати від секунди до кількох місяців, залежно від складності задачі.
Для досягнення «реалістичної» візуалізації потрібне дотримання реальних пропорцій моделі, що забезпечує коректне накладання текстур та правильний розрахунок векторів освітлення.
Рендеринг відтворює реалістичний тривимірний простір на основі розрахунів, ґрунтованих на реальних фізичних аналогах.
Більшість МВ є окремими програмами вбудованими як доповнення в 3ds Max. Серед них найпоширенішими є:
Scanline рендеринг
Стандартний метод рендерингу в 3ds Max. Функції стандартного додавались і удосконалювались за часи існування програми, такі як глобальне освітлення, випромінення, трасування променів.

### Mental ray
Візуалізатор продукцій, розроблений умовними образами. Ефективно розподіляє області рендерингу між декількома комп'ютерами використовуючи ТСР мережі.

### V-Ray
V-Ray добре себе зарекомендував в архітектурній візуалізації завдяки доброму співвідношенню швидкості прорахунку й якості зображення. V-Ray працює як плаґін для Autodesk 3ds Max, Cinema 4D, SketchUp, Rhino, TrueSpace, Autodesk Maya, як окремий модуль Standalone, Blender (через модуль Standalone). Рейтрейсний рендерер, в якому присутні кілька алгоритмів прорахунку глобального освітлення (Global Illumination): Light Cache, Photon Map (фотонна мапа), Irradiance Map, Brute Force (QMC), є можливість вибору різних алгоритмів для прорахунку перших відбиттів та наступних і глобального освітлення. Крім базової версії V-Ray, існує версія для прорахунку зображення в реальному часі V-Ray RT (Real-Time), яка використовує можливості процесора або відеокарти. Починаючи з версії V-Ray 2.0, V-Ray RT входить в штатну поставку плаґіна до 3ds Max. При використанні рендерера в реальному часі, V-Ray RT частково бере налаштування зі звичайного V-Ray (налаштування освітлення, колірного загасання, довкілля), а для обчислень використовує власний алгоритм. V-Ray RT спроможний робити обчислення за допомогою процесора або ж відеокарти, при цьому в останньому випадку досягається значне збільшення швидкості прорахунку, проте без підтримки великої кількости функцій V-Ray.
До недоліків V-Ray можна віднести недостатньо повну документацію, особливо в частині SDK, відсутність багатоплатформності і недопрацьовану версію Standalone.

### Corona renderer
Другий за використанням МВ серед користувачів 3Ds Max. Відзначається широким вибором функціоналу та є відносно легшим за V-Ray у налаштуваннях.

## Можливості

### MaxScript
MAXScript це вбудована мова сценаріїв, яка може бути використана для циклічних завдань, об'єднати дійсні функціональні можливості по-новому, розробляти нові інструменти і призначені для користувача інтерфейси і багато іншого. Plugin модулі можуть бути повністю створені в межах MaxScript.

### Character Studio
Character Studio плаґін, який інтегрований в 3D Studio Max, допомагаючи користувачам створювати анімації віртуальних персонажів. Ця система використовує суглоби персонажів для прив'язки їх до віртуального скелету над яким виконуються операції відповідно до вимог анімації.

### Scene Explorer
Засіб що дозволяє побачити ієрархічну структуру сценної інформації та аналізу, полегшує роботу зі складними сценами. Scene Explorer вміє сортувати, фільтрувати, і шукати в сцені об'єкти за різними характеристиками.

### DWG імпорт
3ds Max підтримує імпорт і зшивання DWG файлів. Поліпшене керування пам'яттю в 3ds Max 2008 дозволяє імпортування великих сцен з декількома об'єктами.

### Текстури призначення/редагування
3ds Max пропонує операції для творчих текстур і плоского відображення, відображення по формі, дзеркальне відображення, кути, повороти, розмиття, UV розтягування і стягування, усунення викривлень, можливість збереження UV і UV-шаблон експорту зображень. Технологічний процес включає в себе можливість комбінування нескінченої кількості текстур, бравзер матеріалів з можливістю накладання їх на об'єкт методом «перетягни та облиш», і ієрархії ескізів.

### Напрямлена анімація
Об'єкти можуть бути спрямовані для руху по кривих з елементами керування для вирівнювання, швидкості, гладкості і перекручування. Об'єкти можуть бути розставлені відносно інших об'єктів багатьма способами — в тому числі простий огляд на об'єкти в просторі, орієнтація в різних координатних просторах (xOy, yOz, zOx), або одночасне комбінування таких типів огляду.

### Skinning
Модифікатор використовують для згладжування поверхонь персонажа який прив'язаний до скелету, коли суглоби скелету рухаються деформується поверхня персонажа біля суглобу, Skinning може вирівнювати найважчі ділянки таких областей, наприклад плечі персонажа.